# Happy Meal
Happy Meal er en børnemenu som man kan købe hos McDonald's. Den består af en burger (hamburger eller cheeseburger) eller 4 stykker Chicken McNuggets. Derudover skal man vælge mellem pommes fritter eller gulerødder, og et stykke drikkevare. Der følger også et stykke legetøj eller andet børnevenligt produkt med i menuen, ofte i forbindelse af promoveringen af en ny film, en ny populær børne-tv-serie, et ny videospil m.m.
Promoveringen af Happy Meal startede med Ronald McDonald.